# Xã Butler, Michigan
Xã Butler (tiếng Anh: Butler Township) là một xã thuộc quận Branch, tiểu bang Michigan, Hoa Kỳ. Năm 2010, dân số của xã này là 1.467 người.

## Phân bổ dân số
Xã Butler không có quận hành chính, mà chỉ có hai khu chưa hợp nhất:
- Butler ở tọa độ 42°03′28″B 84°51′55″T / 42,05778°B 84,86528°T.[2]
- South Butler ở tọa độ 42°01′20″B 84°53′6″T / 42,02222°B 84,885°T.[3]